# Меліта
Меліта (англ. Melita) — містечко в Канаді, у провінції Манітоба, у складі муніципалітету Ту-Бордерс.

## Населення
За даними перепису 2016 року, містечко нараховувало 1042 особи, показавши скорочення на 2,5%, порівняно з 2011-м роком. Середня густина населення становила 342,7 осіб/км².
З офіційних мов обидвома одночасно володіли 25 жителів, тільки англійською — 995, а 5 — жодною з них. Усього 45 осіб вважали рідною мовою не одну з офіційних.
Працездатне населення становило 68,6% усього населення, рівень безробіття — 9,3% (13,5% серед чоловіків та 5,6% серед жінок). 85% осіб були найманими працівниками, а 14% — самозайнятими.
Середній дохід на особу становив $48 124 (медіана $36 352), при цьому для чоловіків — $68 804, а для жінок $31 576 (медіани — $47 275 та $28 864 відповідно).
36,5% мешканців мали закінчену шкільну освіту, не мали закінченої шкільної освіти — 24,4%, 38,5% мали післяшкільну освіту, з яких 25% мали диплом бакалавра, або вищий.
| Статево-вікова структура населення | Статево-вікова структура населення | Статево-вікова структура населення | Статево-вікова структура населення | Статево-вікова структура населення |
| ---------------------------------- | ---------------------------------- | ---------------------------------- | ---------------------------------- | ---------------------------------- |
|                                    |                                    |                                    |                                    |                                    |
| Всього                             | Всього                             | 47,8%52,2%                         |                                    |                                    |
| 0 — 14 років                       | 0 — 14 років                       |                                    | 17,6%                              | 17,6%                              |
| 15 — 64 років                      | 15 — 64 років                      |                                    | 56,7%                              | 56,7%                              |
| 65 і більше                        | 65 і більше                        |                                    | 25,7%                              | 25,7%                              |
| 85 і більше                        | 85 і більше                        |                                    | 4,8%                               | 4,8%                               |
| 100 і більше                       | 100 і більше                       |                                    | 0,5%                               | 0,5%                               |
| Середній вік (років)               | Середній вік (років)               | 42,544,7                           | 43,7                               | 43,7                               |
| Медіана (років)                    | Медіана (років)                    | 42,144,8                           | 43,3                               | 43,3                               |
| — чоловіки — жінки                 |                                    |                                    |                                    |                                    |

| Походження мешканців:     | Походження мешканців:     | Походження мешканців: | Походження мешканців: | Походження мешканців: |
| ------------------------- | ------------------------- | --------------------- | --------------------- | --------------------- |
| Походження                |                           |                       | осіб                  | %                     |
| Корінні американці        | Корінні американці        |                       | 75                    | 7.65%                 |
| Інше північноамериканське | Інше північноамериканське |                       | 345                   | 35.2%                 |
| Європейське               | Європейське               |                       | 715                   | 72.96%                |
| британське                | британське                |                       | 675                   | 68.88%                |
| французьке                | французьке                |                       | 90                    | 9.18%                 |
| українське                | українське                |                       | 35                    | 3.57%                 |
| Латинськоамериканське     | Латинськоамериканське     |                       | 10                    | 1.02%                 |
| Карибське                 | Карибське                 |                       | 10                    | 1.02%                 |
| Африканське               | Африканське               |                       | 10                    | 1.02%                 |
| Азійське                  | Азійське                  |                       | 95                    | 9.69%                 |

| Зайнятість населення за галузями (за класифікацією NOC): | Зайнятість населення за галузями (за класифікацією NOC): | Зайнятість населення за галузями (за класифікацією NOC): | Зайнятість населення за галузями (за класифікацією NOC): | Зайнятість населення за галузями (за класифікацією NOC): |
| -------------------------------------------------------- | -------------------------------------------------------- | -------------------------------------------------------- | -------------------------------------------------------- | -------------------------------------------------------- |
|                                                          |                                                          |                                                          |                                                          |                                                          |
| Управління                                               | Управління                                               |                                                          | 14,2%                                                    | 14,2%                                                    |
| Бізнес, фінанси та адміністрування                       | Бізнес, фінанси та адміністрування                       |                                                          | 8,5%                                                     | 8,5%                                                     |
| Охорона здоров'я                                         | Охорона здоров'я                                         |                                                          | 5,7%                                                     | 5,7%                                                     |
| Освіта, правозахист, муніципальні та урядові служби      | Освіта, правозахист, муніципальні та урядові служби      |                                                          | 9,4%                                                     | 9,4%                                                     |
| Роздрібна торгівля та послуги                            | Роздрібна торгівля та послуги                            |                                                          | 29,2%                                                    | 29,2%                                                    |
| Гуртова торгівля, транспорт та обладнання                | Гуртова торгівля, транспорт та обладнання                |                                                          | 20,8%                                                    | 20,8%                                                    |
| Природні ресурси, сільське господарство                  | Природні ресурси, сільське господарство                  |                                                          | 10,4%                                                    | 10,4%                                                    |
| Виробництво                                              | Виробництво                                              |                                                          | 1,9%                                                     | 1,9%                                                     |

## Клімат
Середня річна температура становить 3,3°C, середня максимальна – 24,4°C, а середня мінімальна – -23,2°C. Середня річна кількість опадів – 419 мм.
| Клімат поселення                              | Клімат поселення | Клімат поселення | Клімат поселення | Клімат поселення | Клімат поселення | Клімат поселення | Клімат поселення | Клімат поселення | Клімат поселення | Клімат поселення | Клімат поселення | Клімат поселення | Клімат поселення |
| Показник                                      | Січ.             | Лют.             | Бер.             | Квіт.            | Трав.            | Черв.            | Лип.             | Серп.            | Вер.             | Жовт.            | Лист.            | Груд.            |                  |
| Середній максимум, °C                         | −9,6             | −5,26            | 1,31             | 11,08            | 18,85            | 23,92            | 24,36            | 23,95            | 18,11            | 10,94            | 0,80             | −7,86            |                  |
| Середня температура, °C                       | −16,4            | −12,09           | −5,48            | 4,27             | 12,06            | 17,10            | 19,40            | 18,96            | 13,14            | 5,96             | −4,15            | −12,82           |                  |
| Середній мінімум, °C                          | −23,22           | −18,88           | −12,28           | −2,52            | 5,24             | 10,31            | 14,44            | 14,02            | 8,19             | 1,01             | −9,14            | −17,78           |                  |
| Норма опадів, мм                              | 18               | 13               | 22               | 23               | 61               | 75               | 60               | 47               | 29               | 30               | 19               | 22               |                  |
| Середньомісячна швидкість вітру, м/с          | 4.40             | 4.40             | 4.50             | 4.60             | 4.80             | 4.20             | 3.70             | 3.80             | 4.10             | 4.40             | 4.30             | 4.30             |                  |
| Середньомісячна сонячна радіація, кДж/м²·день | 4189             | 7531             | 12750            | 17076            | 20262            | 21632            | 22584            | 19155            | 13542            | 8307             | 4497             | 3346             |                  |
| --------------------------------------------- | ---------------- | ---------------- | ---------------- | ---------------- | ---------------- | ---------------- | ---------------- | ---------------- | ---------------- | ---------------- | ---------------- | ---------------- | ---------------- |
| Джерело:                                      |                  |                  |                  |                  |                  |                  |                  |                  |                  |                  |                  |                  |                  |